# 샤나메

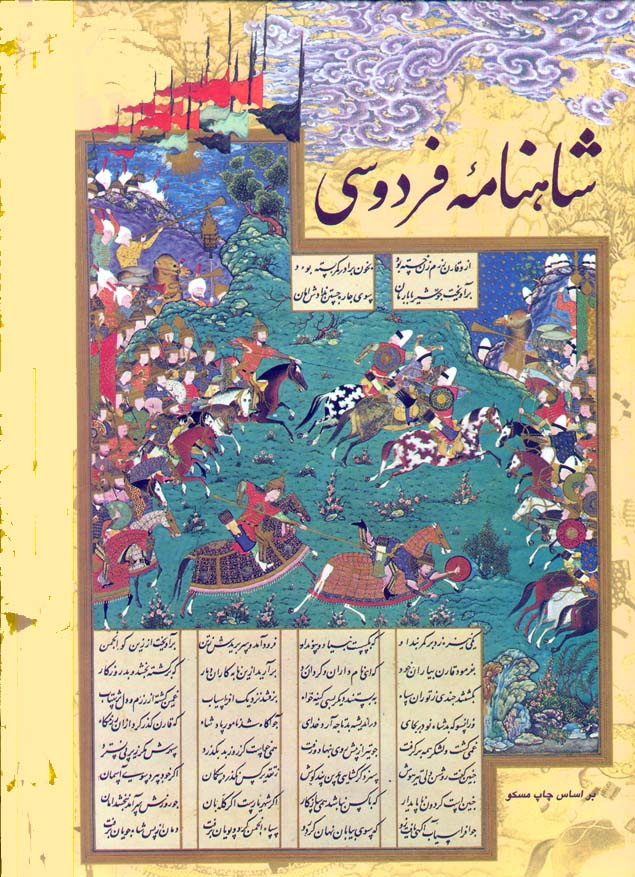
샤나메

샤나메(페르시아어: شاهنامه) 또는 샤나마는 왕들의 책이라는 뜻으로 서기 977년부터 1010년까지 이란 시인 피르다우시가 쓴 방대한 페르시아어 서사시이다. 샤나메는 창세에서 7세기 이란인들이 이슬람 종교를 믿기 이전 大이란의 신화와 역사를 말해준다.
문학적인 중요성 외에도 샤나메는 거의 순수한 페르시아어로 쓰여 아랍어의 영향을 입은 페르시아어를 되살리는 구심점이 되었다.
이 방대한 작품은 페르시아 인들에게 문학적인 걸작으로 여겨지며 이란의 역사, 문화적 가치와 고대의 신앙을 반영한다.